# Мірошник Ірина Миколаївна
Ірина Миколаївна Мірошник — українська підприємиця. Голова правління ПАТ «Укрпластик» (IMMER Ukrplastic), президент IMMER Group, членкиня правління Європейської асоціації глибокого друку (ERA), членкиня Комітету стійкого розвитку EAFA/FPE, президент Асоціації гнучкої упаковки України й офіційна представниця в Україні ініціативи ООН «SAVE FOOD», членкиня Президії Асоціації «Український клуб аграрного бізнесу». Входить до списку 100 Бізнес-амбасадорів України, 100 найвпливовіших жінок України та до 100 найуспішніших жінок України, Заслужена працівниця промисловості України.

## Біографія
Ірина Мірошник закінчила Київський національний університет ім. Тараса Шевченка за спеціальністю «Прикладна математика» та «Право». Має вчений ступінь доктора філософії в галузі права.
З 1989 по 1992 рік працювала інженеркою у Міністерстві меліорації та водного господарства УРСР.
З 1991 по 1998 рік — заступниця генерального директора ЗАТ «НВО „Агрокомплекс“», генеральний директор ЗАТ «НВО „Агрокомплекс“».
З 1998 року — голова Наглядової Ради ПАТ «Укрпластик».
З 2013 року — голова правління ПАТ «Укрпластик».
З 2017 року — президент IMMER Group — великого світового виробника гнучких пакувальних матеріалів, плівок, етикеток, зокрема, біорозкладаної плівки для мульчування ґрунту та упаковки, що можна компостувати в побутових та індустріальних умовах.

## Укрпластик
Підприємство очолила у 2013 році, після загибелі керівника «Укрпластику» Олександра Галкіна.
Під керівництвом Ірини Мірошник компанія стабільно входить в ТОП-15 європейських виробників галузі і є одним з найбільших гравців ринку, який забезпечує потреби транснаціональних компаній, а також європейських, українських та інших підприємств харчової, косметичної, фармацевтичної галузі, виробників будівельних матеріалів, кормів для домашніх тварин.
Ірина Мірошник ініціювала приєднання компанії до міжнародної ініціативи Responsible Care, яка координується Міжнародною Радою хімічних асоціацій і спрямована на покращання роботи, що стосується здоров'я, безпеки та довкілля. The Responsible Care Global Charter (Хартію відповідального відношення до довкілля) було введено в дію в 2006 році на міжнародній конференції ООН з регулювання використання хімічних речовин.
У 2016 році було створено міжнародну групу компаній «IMMER Group», Ірина Мірошник  її очолила. До складу групи входять завод IMMER Ukrplastic (Україна), IMMER Digital (Латвія, ЄС), IMMER Design Studio, Науково-дослідний центр, а також філії в країнах Центральної та Східної Європи. Компанія системно реалізовує програми з екологічної безпеки виробництва і продукції, впроваджує нові технології і нові матеріали, має понад 25 патентів.
Ірина Мірошник — членкиня багатьох міжнародних професійних комітетів та асоціацій.
У 2014 році Ірина Мірошник обрана членкинею правління міжнародної професійної асоціації друкарів European Rotogravure Association (ERA), Німеччина.
У 2016 році Ірина Мірошник обрана членкинею Комітету стійкого розвитку EAFA/FPE.
У 2017 році Ірину Мірошник було обрано членкинею Президії Асоціації «Український клуб аграрного бізнесу».

## Визнання
- 100 Бізнес-амбасадорів України[7]
- 100 найзаможніших людей України в 2014 році за версією Forbes — 100 місце[8]
- 100 підприємиць України в 2014 році за версією порталу Delo — 13 місце[9]
- 100 найвпливовіших жінок України 2015 року за версією журналу «Фокус» — 81 місце[3]
- «Людина року-2016» в номінації «Промисловець року»[10]
- 100 найуспішніших жінок України за версією журналу «Новое время» у 2016, 2017, 2018[11] роках
- ТОП 50 БІЗНЕС Леді: найуспішніші жінки України 2019 року за версією журналу «БІЗНЕС»[12]
- 100 найуспішніших жінок України 2019 року за версією журналу «Новое время»[13]

## Громадська діяльність
- Членкиня правління Київської міської федерації роботодавців України, Українського союзу промисловців та підприємців, «Клуб Пакувальників України».
- Засновниця міжнародного благодійного фонду імені Олександра Галкіна[14]. Ірина Мірошник заснувала стипендію імені Олександра Галкіна для талановитих студентів[15]. Стипендія ім. О. Галкіна призначається строком на навчальний семестр за підсумками навчання в попередньому семестрі за наукові досягнення і високий освітній бал, активну участь у наукових олімпіадах, конференціях та конкурсах[16].
- Учасниця європейської соціальної ініціативи «Альянс заради молоді»[17]. Підтримала європейську ініціативу з об'єднання зусиль для подолання безробіття серед молоді та створення робочих місць для молодих людей у віці до 30 років.
- Учасниця європейської соціальної ініціативи «Save Food» [Архівовано 24 вересня 2018 у Wayback Machine.]. Активно підтримує введення в Україні норм Європейської Директиви 2008/98/ЄС[18], що регламентує поводження з відходами.
- президент Асоціації гнучкої упаковки України [Архівовано 12 лютого 2019 у Wayback Machine.].
- членкиня Президії «Українського клубу аграрного бізнесу»[19].
- Менторка українського освітнього проєкту «Агрокебети [Архівовано 3 липня 2019 у Wayback Machine.]»[20]

## Публікації
- Инновации Укрпластика (PDF). Архів оригіналу (PDF) за 4 березня 2016. Процитовано 3 грудня 2015. (укр.) Хімічна промисловість України, № 6 / 2005
- Формулювання принципів системи критеріїв вибору варіантів інноваційного розвитку (PDF). Архів оригіналу (PDF) за 4 березня 2016. Процитовано 3 грудня 2015. (укр.) Економіка та держава, № 1 / 2005
- Стратегічне планування інноваційного розвитку високотехнологічних галузей (PDF).[недоступне посилання з липня 2019] (укр.) Фінанси України, № 11 / 2004
- Моделі стратегичного планування інноваційного розвитку високотехнологічної галузі (PDF). Архів оригіналу (PDF) за 4 березня 2016. Процитовано 3 грудня 2015. (укр.) 2004

## Звання та нагороди
- 2009 — звання «Заслужений працівник промисловості України»[21];
- 2015 — нагрудний знак «За заслуги» від Федерації роботодавців України;
- 2018 — орден «За заслуги» III ступеня[22].